# Taekwondo-Europameisterschaften 1984
Die Taekwondo-Europameisterschaften 1984 fanden vom 26. bis 28. Oktober 1984 in Stuttgart statt. Veranstaltet wurden die Titelkämpfe von der European Taekwondo Union (ETU). Insgesamt fanden 18 Wettbewerbe statt, davon acht bei den Frauen und zehn bei den Männern in unterschiedlichen Gewichtsklassen.
Gastgeber Deutschland stellte sieben Europameister und gewann außerdem viermal Silber und zweimal Bronze. Damit war die Mannschaft der Bundesrepublik die erfolgreichste bei dieser Europameisterschaft. Auf den Plätzen folgten Spanien und Italien, die beide unter anderem jeweils drei Goldmedaillen gewannen.

## Medaillengewinner

### Frauen
| Gewichtsklasse | Gold               | Silber               | Bronze                |
| -------------- | ------------------ | -------------------- | --------------------- |
| - 48 kg        | Tennur Yerlisu     | Regina Singer        | Antonietta la Pietra  |
| - 48 kg        | Tennur Yerlisu     | Regina Singer        | Lucía Martínez        |
| - 52 kg        | Rafaela Velasco    | Marion Gal           | Mireille Gosselin     |
| - 52 kg        | Rafaela Velasco    | Marion Gal           | Lisbeth Larsen        |
| - 56 kg        | Rocío Valverde     | Hubers van Assenraad | Brigitte Evanno       |
| - 56 kg        | Rocío Valverde     | Hubers van Assenraad | Dorothea Kapkowski    |
| - 60 kg        | María Paz Gordillo | Angelika Holzner     | Janine Basten-Crapels |
| - 60 kg        | María Paz Gordillo | Angelika Holzner     | Maria Genovese        |
| - 64 kg        | Michaela Huber     | Mette Nielsen        | Monica Conte          |
| - 64 kg        | Michaela Huber     | Mette Nielsen        | Doris Fuchsreiter     |
| - 68 kg        | Petra Urban        | Elena Navaz          | Ingrid Claes          |
| - 68 kg        | Petra Urban        | Elena Navaz          | Mandy de Jongh        |
| - 73 kg        | Marie Olsen        | Sabine Troschke      | Wendy Baardman        |
| - 73 kg        | Marie Olsen        | Sabine Troschke      | Olga Mazúa            |
| + 73 kg        | Ute Güster         | Encarna Touriño      | —                     |

### Männer
| Gewichtsklasse | Gold                | Silber             | Bronze             |
| -------------- | ------------------- | ------------------ | ------------------ |
| - 48 kg        | Halit Avcı          | Chan-Ok Choi       | Benny de Fretes    |
| - 48 kg        | Halit Avcı          | Chan-Ok Choi       | Manuel Trabazos    |
| - 52 kg        | Reinhard Langer     | Ben Rumeon         | Aldo Codazzo       |
| - 52 kg        | Reinhard Langer     | Ben Rumeon         | Turgut Uçan        |
| - 56 kg        | Geremia Di Costanzo | Cengiz Yağız       | Martin Baker       |
| - 56 kg        | Geremia Di Costanzo | Cengiz Yağız       | Jesús Benito       |
| - 60 kg        | Raffaele Marchione  | Erik Nissen        | Nuno Damaso        |
| - 60 kg        | Raffaele Marchione  | Erik Nissen        | Ahmet Ercan        |
| - 64 kg        | Lucio Cuozzo        | Thomas Rodriguez   | Ángel Navarrete    |
| - 64 kg        | Lucio Cuozzo        | Thomas Rodriguez   | Daniel Stoll       |
| - 68 kg        | Ruben Thijs         | Nusret Ramazanoğlu | Peter Ebenfeld     |
| - 68 kg        | Ruben Thijs         | Nusret Ramazanoğlu | Nebojša Tošković   |
| - 73 kg        | Andreas Scheffler   | Anton Maras        | Per Madsen         |
| - 73 kg        | Andreas Scheffler   | Anton Maras        | Luigi D’Oriano     |
| - 78 kg        | Richard Schulz      | Metin Şahin        | Angel Bonadei      |
| - 78 kg        | Richard Schulz      | Metin Şahin        | Robert Tomašević   |
| - 84 kg        | Eugen Nefedow       | Jens Stephansen    | Carmelo Medina     |
| - 84 kg        | Eugen Nefedow       | Jens Stephansen    | Christian Montjean |
| + 84 kg        | Anton Ginhart       | Alain Molle        | Franz Stöllberger  |
| + 84 kg        | Anton Ginhart       | Alain Molle        | Kimmo Tirkkonen    |

## Medaillenspiegel
| Platz  | Land                   | Gold | Silber | Bronze | Gesamt |
| ------ | ---------------------- | ---- | ------ | ------ | ------ |
| 1      | BR Deutschland         | 7    | 4      | 2      | 13     |
| 2      | Spanien                | 3    | 2      | 6      | 11     |
| 3      | Italien                | 3    | −      | 5      | 8      |
| 4      | Türkei                 | 2    | 3      | 2      | 7      |
| 5      | Dänemark               | 1    | 3      | 2      | 6      |
| 6      | Niederlande            | 1    | 2      | 4      | 7      |
| 7      | Österreich             | 1    | 1      | 1      | 3      |
| 8      | Frankreich             | −    | 2      | 4      | 6      |
| 9      | Jugoslawien            | −    | 1      | 2      | 3      |
| 10     | Schweiz                | −    | −      | 2      | 2      |
| 11     | Belgien                | −    | −      | 1      | 1      |
| 11     | Finnland               | −    | −      | 1      | 1      |
| 11     | Schweden               | −    | −      | 1      | 1      |
| 11     | Vereinigtes Königreich | −    | −      | 1      | 1      |
| Gesamt | Gesamt                 | 18   | 18     | 34     | 70     |